# Пригонриё
Пригонриё (фр. Prigonrieux) — коммуна во Франции, находится в регионе Аквитания. Департамент — Дордонь. Административный центр кантона Пеи-де-ла-Форс. Округ коммуны — Бержерак.
Код INSEE коммуны — 24340.

## География

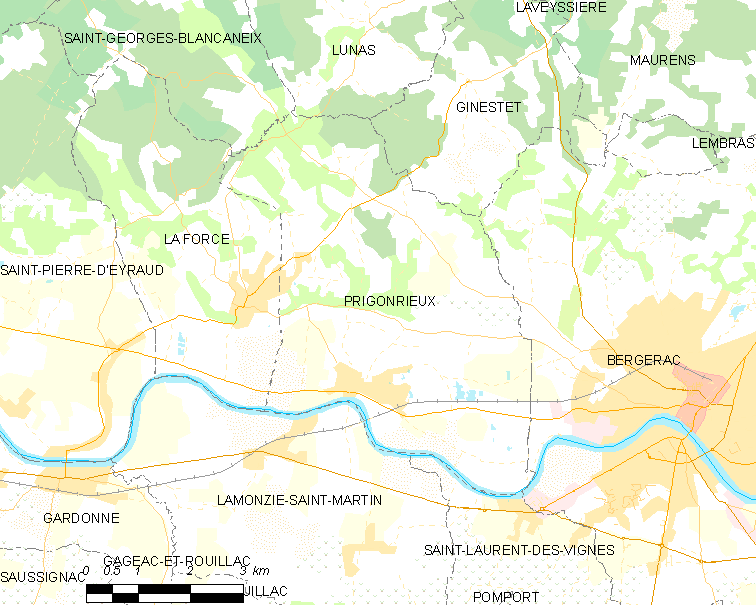
Карта коммуны

Коммуна расположена приблизительно в 470 км к югу от Парижа, в 80 км восточнее Бордо, в 45 км к юго-западу от Перигё.
На юге коммуны протекает река Дордонь.

### Климат
Климат умеренный океанический со средним уровнем осадков, которые выпадают преимущественно зимой. Лето здесь долгое и тёплое, однако также довольно влажное, здесь не бывает регулярных периодов летней засухи. Средняя температура января — 5 °C, июля — 18 °C. Изредка вследствие стечения неблагоприятных погодных условий может наблюдаться непродолжительная засуха или случаются поздние заморозки. Климат меняется очень часто, как в течение сезона, так и год от года.

## Население
Население коммуны на 2010 год составляло 4057 человек.
| 1962 | 1968 | 1975 | 1982 | 1990 | 1999 | 2010 |
| ---- | ---- | ---- | ---- | ---- | ---- | ---- |
| 1498 | 1728 | 2461 | 2461 | 3721 | 3957 | 4057 |

## Администрация
| Период | Период | Фамилия          | Партия                                                           | Примечания                   |
| ------ | ------ | ---------------- | ---------------------------------------------------------------- | ---------------------------- |
| 1977   | 2008   | Франсуа Ластерна | Республиканское и гражданское движение → Социалистическая партия | генеральный советник кантона |
| 2008   | 2020   | Жан-Поль Рошуар  | Социалистическая партия                                          | директор школы, пенсионер    |

## Экономика
В 2010 году среди 2545 человек трудоспособного возраста (15-64 лет) 1652 были экономически активными, 893 — неактивными (показатель активности — 64,9 %, в 1999 году было 62,1 %). Из 1652 активных жителей работали 1471 человек (742 мужчины и 729 женщин), безработных было 181 (94 мужчины и 87 женщин). Среди 893 неактивных 170 человек были учениками или студентами, 384 — пенсионерами, 339 были неактивными по другим причинам.

## Достопримечательности
- Шартрёз Кукомбр (XVIII век)[5]
- Шартрёз Симонди (XVIII век)[6]
- Замок Кавалери[7]
- Замок Менар[8]
- Церковь Рождества Пресвятой Богородицы (XVIII век)[9]
- Часовня Св. Марии (XIX век)[9]

## Города-побратимы
- Шарлемань[фр.] (Канада, с 1978)

## Фотогалерея

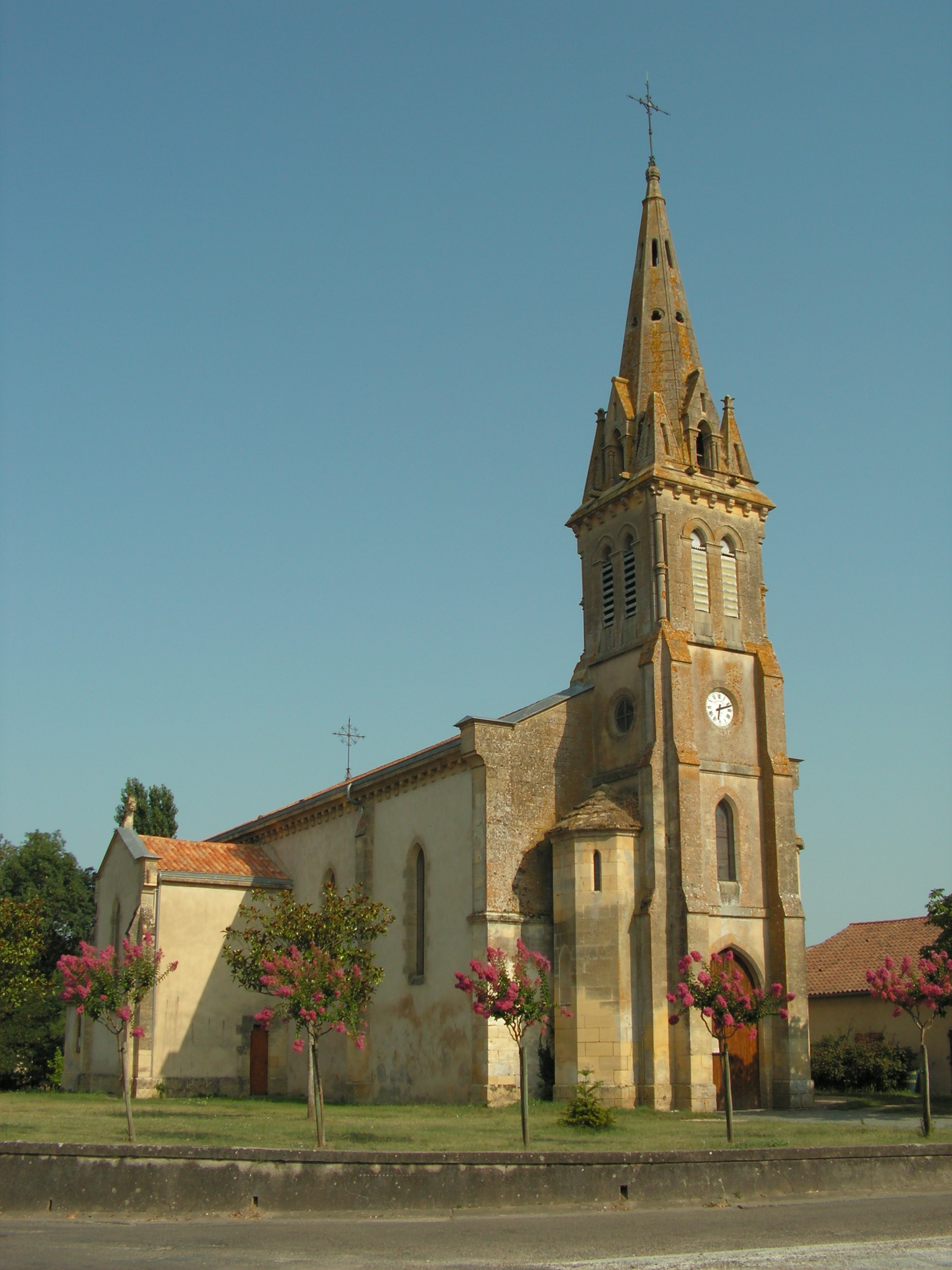
Церковь Рождества Пресвятой Богородицы
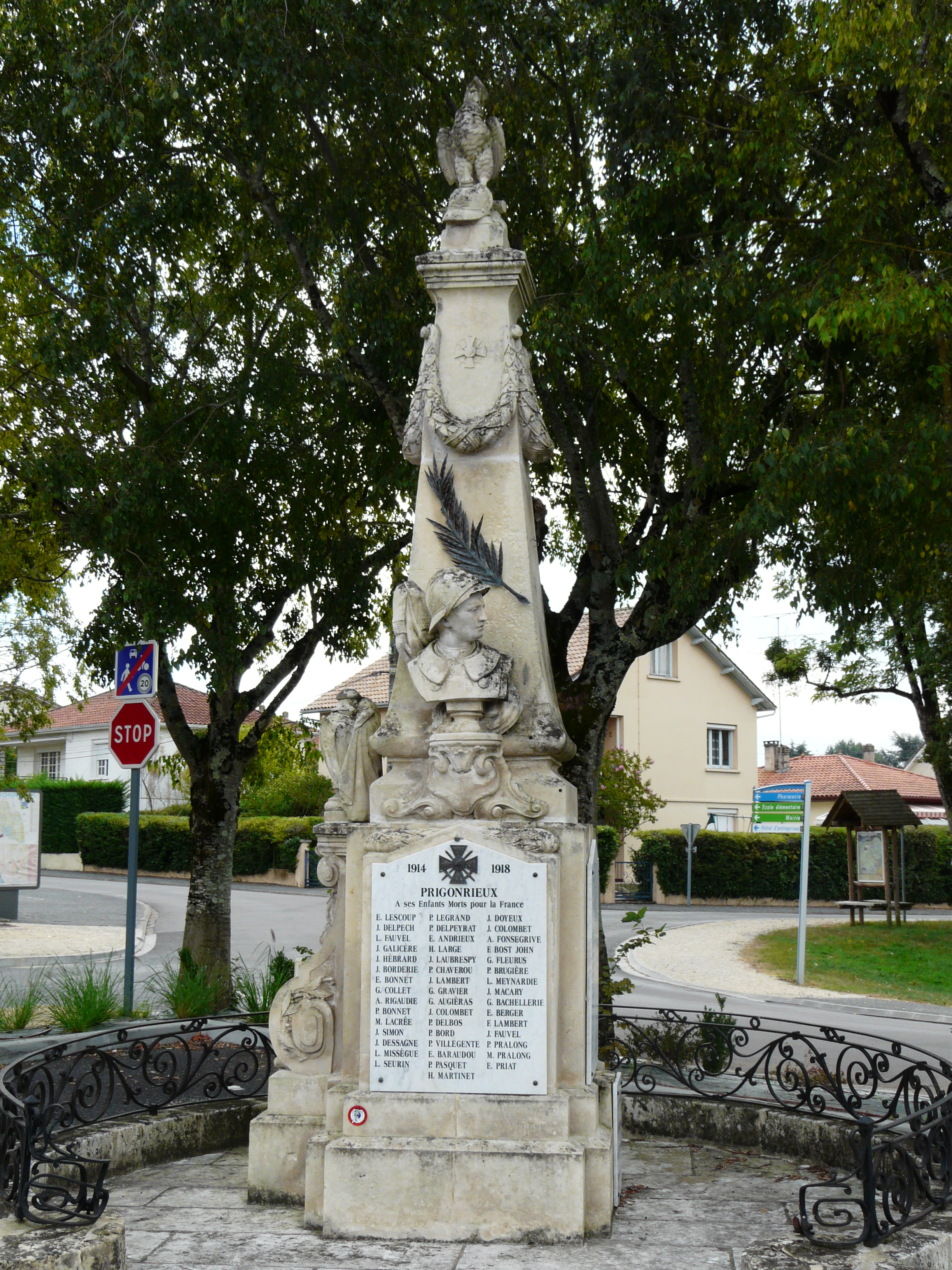
Военный мемориал
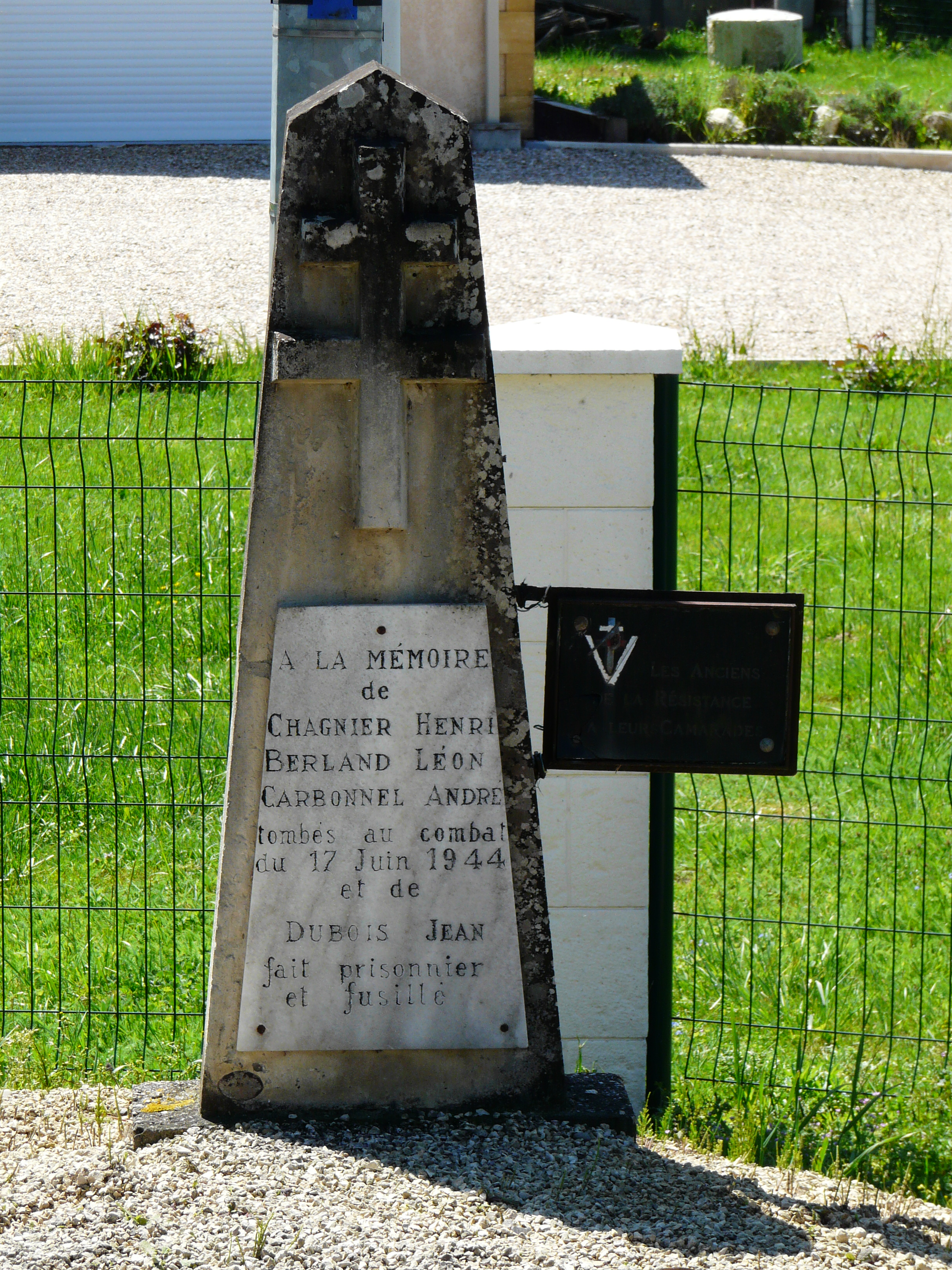
Памятник бойцам, погибшим 17 июня 1944 года
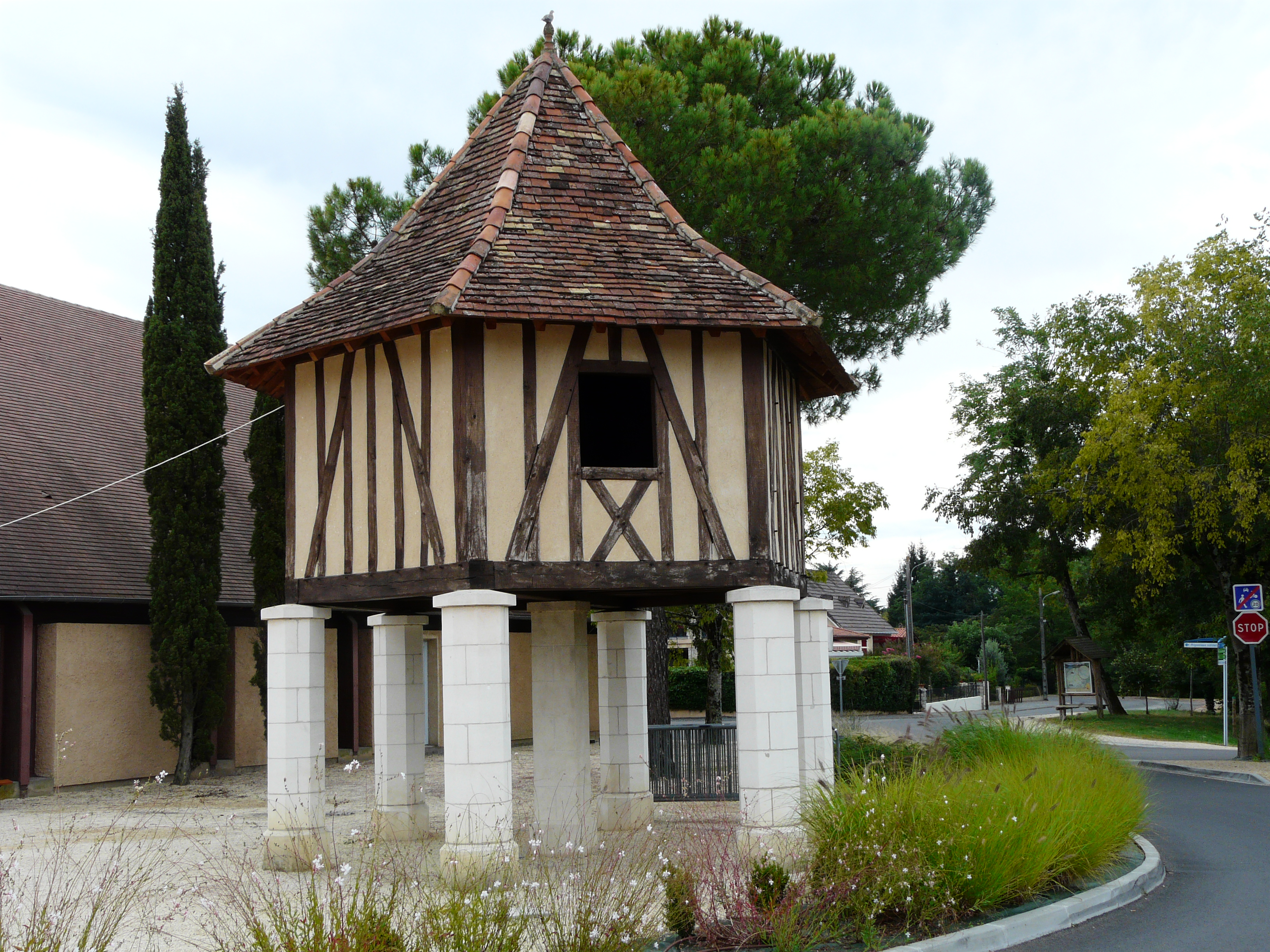
Голубятня
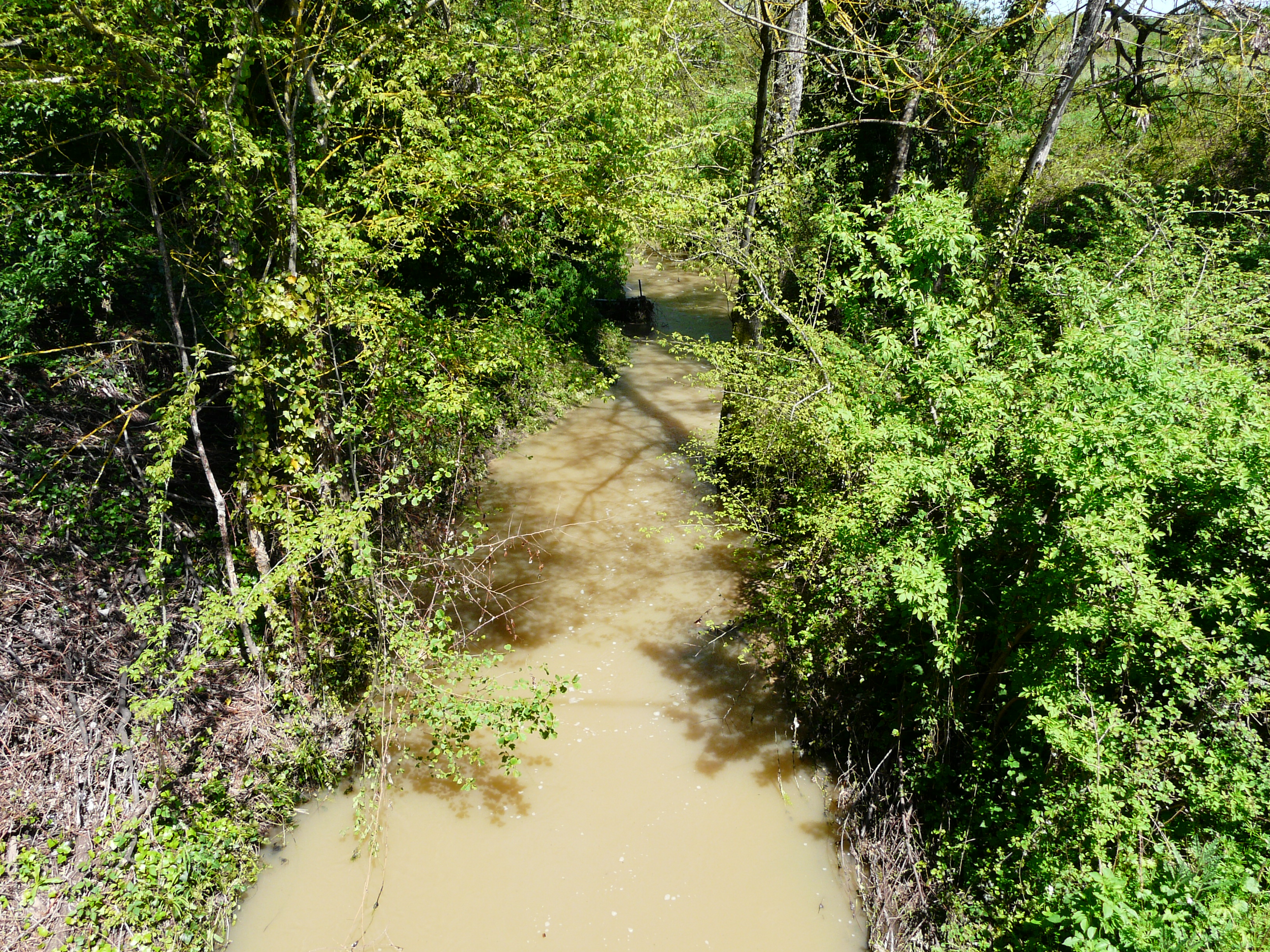
Река Гуин